# La Baie d'Hudson
Pour les articles homonymes, voir La Baie (homonymie) et Baie d'Hudson (homonymie).
Ne doit pas être confondu avec Baie d'Hudson.

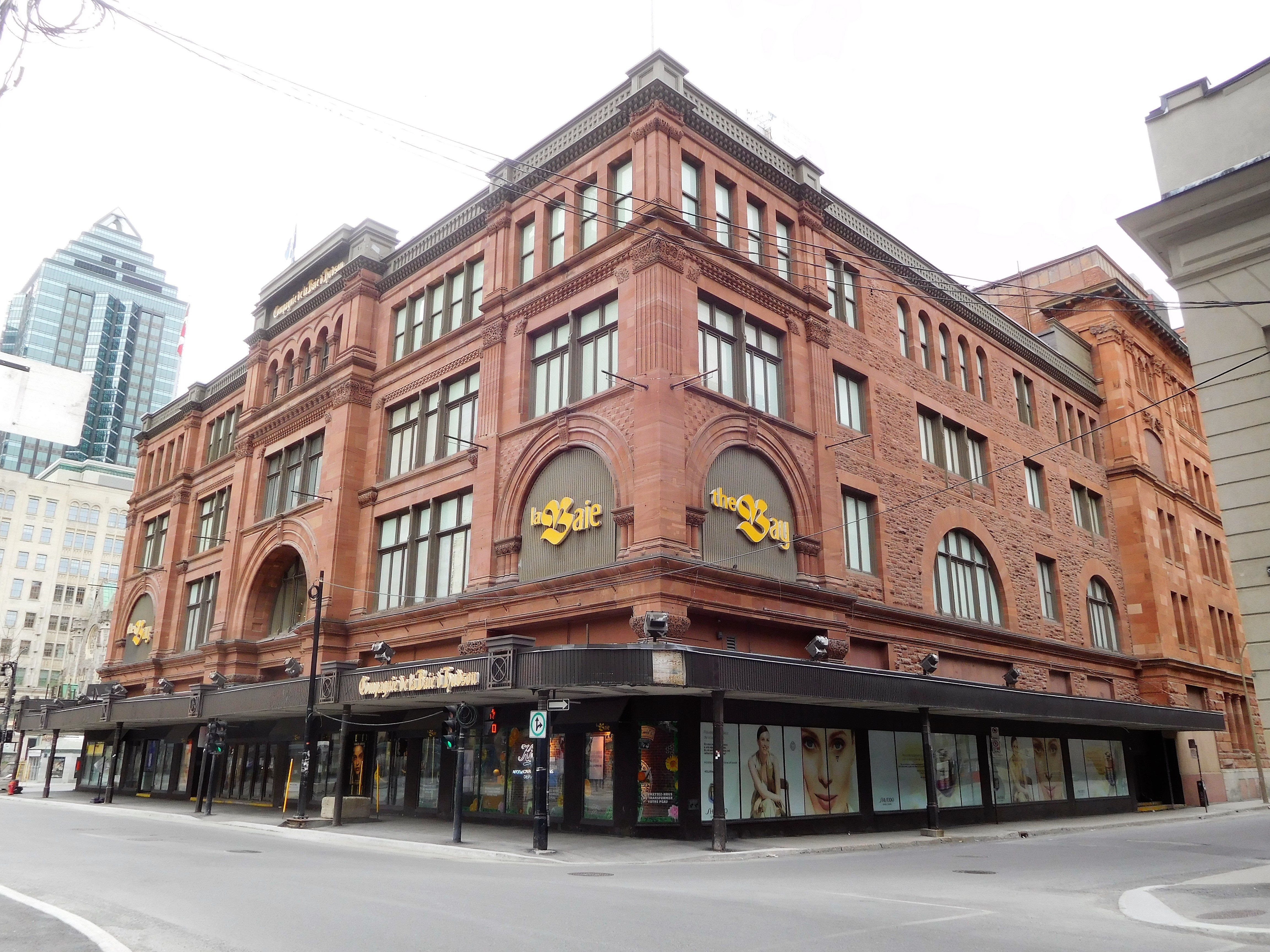
Magasin La Baie sur la rue Sainte-Catherine à Montréal, l'ancien magasin-chef de Morgans

Le magasin du Mail Champlain à Brossard

La Baie d'Hudson (en anglais : Hudson's Bay), anciennement et encore communément La Baie, était une chaîne de grands magasins canadiens qui vend tout type de produits vêtements, chaussures, bijouterie, lingerie, produits de beauté, etc.
C'est la principale chaîne de la Compagnie de la Baie d'Hudson (HBC), la plus ancienne société commerciale d'Amérique du Nord. En mars 2025, la société a déposé une demande de protection contre ses créanciers en vertu de la Loi sur les arrangements avec les créanciers des compagnies et a commencé à liquider les magasins de la Baie d'Hudson. Deux mois plus tard, les marques de commerce et autres actifs de la société ont été vendus à Canadian Tire. Le 1er juin 2025, les derniers magasins ont fermé leurs portes.

## Historique
Fondée en 1670, la HBC ouvrit ses premiers grands magasins en 1881 sous son nom Hudson's Bay Company. En 1960, la compagnie acheta les grands magasins Morgan's (en). Le bannière The Bay est apparue en 1965 lorsque la HBC décida de raccourcir le nom de ses magasins Hudson's Bay Company. Les magasins Morgan's de l'Ontario ont pour leur part changé de nom pour The Bay en 1968 et ceux de Montréal pour La Baie en 1972. 
En 1991, après 320 ans dans le commerce des fourrures, la Compagnie de la Baie d'Hudson décide de cesser la vente de manteaux de fourrure dans ses magasins à la suite des demandes de groupes de pression mais a repris en 1997.

### Aux Pays-Bas
En 2015, La Baie d'Hudson a fait la une des journaux néerlandais en tant que nouveau propriétaire éventuel de la chaîne de grands magasins en faillite V&D. L'acquisition n'a pas été faite et V&D a fait faillite le 31 décembre 2015. En mai 2016, La Baie d'Hudson a annoncé qu'elle souhaiterait ouvrir vingt succursales aux Pays-Bas au cours des deux années suivantes (sous son nom anglais « Hudson's Bay »), auxquelles divers anciens bâtiments de l'enseigne V&D étaient éligibles. Le 5 septembre 2017, le premier magasin Hudson's Bay fut ouvert au Rokin à Amsterdam. Outre ce Hudson's Bay, Saks Off 5th, un concept de grands magasins à bas coûts, fut ouvert. Selon l'entreprise, cela devrait fournir 2 500 emplois.
Au cours des deux années suivantes, quinze magasins ont été ouverts aux Pays-Bas, dont quatorze dans d'anciens bâtiments de V&D : à Rotterdam, La Haye, Leyde, Maastricht, Utrecht, Amersfoort, Zwolle, Bois-le-Duc, Amstelveen, Enschede, Haarlem, Tilbourg, Bréda et Almere.
Le 31 août 2019, la société a annoncé que l'ensemble de ses 15 magasins aux Pays-Bas fermeraient à la fin de l'année 2019, qui est selon Bloomberg News « le dernier chapitre de « la malheureuse aventure européenne » de HBC »,. Jusqu'en mars 2019, La Baie d'Hudson ouvrait encore de nouveaux magasins dans le pays. Le 28 novembre 2019, La Baie d'Hudson a annoncé qu'elle avait déposé une demande de suspension de paiements aux Pays-Bas.

### Difficultés financières
En début de 2025, l'entreprise La Baie d'Hudson tente de traverser une situation financière difficile et elle cherche à se prémunir contre ses créanciers.
Dû aux difficultés auxquelles elle fait face, l'entreprise, La Baie d'Hudson, décide de mettre fin à son programme de fidélité au début du mois de mars 2025.
Le 14 mars 2025, la chaîne de grands magasins annonce qu'elle doit procéder à une liquidation totale, faute d'avoir réussi à obtenir le financement nécessaire au maintien d'une partie de son réseau, malgré des efforts considérables.
La Compagnie de la Baie d'Hudson, doit 2,2 millions de dollars à plusieurs entreprises manitobaines, principalement dans les secteurs du transport et de l'immobilier. Sa dette totale s'élève à 950 millions de dollars envers divers créanciers. L'entreprise a récemment demandé une protection contre ses créanciers, laissant de nombreux partenaires commerciaux dans l'incertitude.
Le 15 mai 2025, la société Canadian Tire annonce qu'elle acquiert les droits de propriété intellectuelle de l'entreprise pour 30 millions de dollars canadien. L'entente comprend l'achat des « divers noms de société, logos, dessins de marque, armoiries et marques de commerce », comprenant le motif à rayures vert, rouge, jaune et indigo, datant de 1779, qui orne, entre autres, des vêtements et des couvertures.

## Identité visuelle (logo)

Logo de 1972 à 2013.
Logo de mars 2013 à 2025.

## Présentation

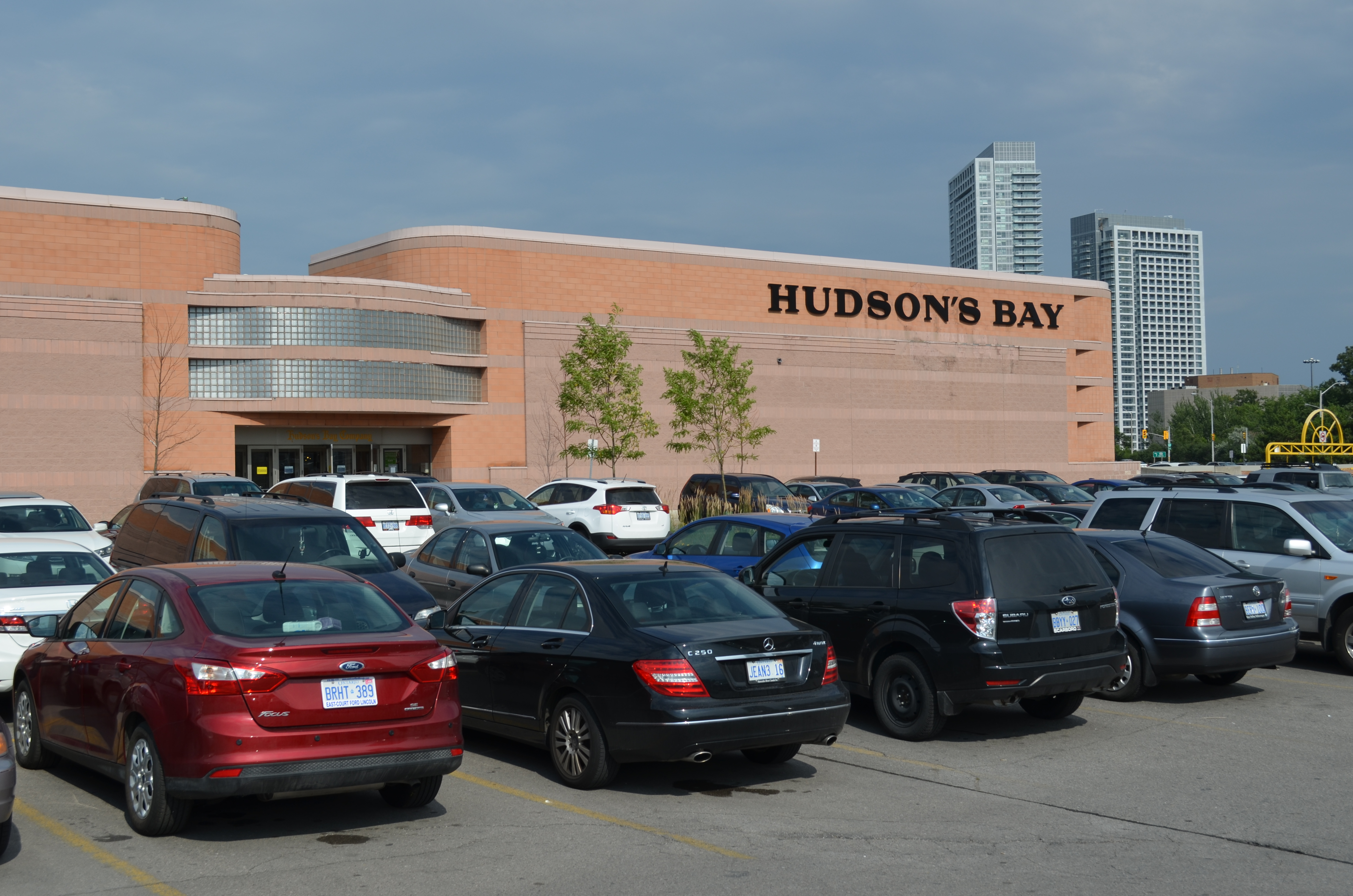
Le magasin du Fairview Mall à Toronto

Les magasins La Baie d'Hudson vendent un assortiment de produits de beauté et de bijouterie de gamme moyenne à moyenne supérieure alors qu'on y retrouve également certains produits de plus bas prix comme dans les vêtements et les chaussures. Elle se compare aux magasins Macy's aux États-Unis et La Samaritaine en France alors qu'elle est plus haut de gamme que Sears.
La surface moyenne des magasins est de 12 500 m2. On les retrouve tant dans les centres-villes que dans les centres commerciaux des banlieues. Les magasins des centres-villes de Vancouver, Calgary, Toronto, Ottawa et Montréal sont d'ailleurs des magasins-phares pour la chaîne et offrent des rayons plus haut de gamme et plus nombreux. Plusieurs des magasins proviennent de reconversions de magasins d'autres chaînes que HBC a achetés au fil des années : Simpsons, Morgan, Woodward, etc.

## Emplacements des magasins

### Alberta
| Ville        | Localisation       | Ouverture | Détail                                        |
| ------------ | ------------------ | --------- | --------------------------------------------- |
| Calgary      | Centre-ville       | 1913      | Ouvert le 13 août                             |
| Calgary      | Chinook Centre     | 1993      | Anciennement un magasin Woodward's (en)       |
| Calgary      | Market Mall        | 1971      | Ouvert en même temps que le centre commercial |
| Calgary      | Southcentre Mall   | 1974      | Ouvert en même temps que le centre commercial |
| Calgary      | Sunridge Mall      | 1998      | Ouvert le 4 septembre                         |
| Edmonton     | Kingsway Mall      | 1988      | Ouvert en mars                                |
| Edmonton     | Londonderry Mall   | 1972      | Ouvert en même temps que le centre commercial |
| Edmonton     | Southgate Centre   | 1970      | Ouvert en même temps que le centre commercial |
| Edmonton     | West Edmonton Mall | 1981      | Ouvert en même temps que le centre commercial |
| Lethbridge   | Lethbridge Centre  | 1993      | Anciennement un magasin Woodward's            |
| Medicine Hat | Medicine Hat Mall  | 1979      | Ouvert en même temps que le centre commercial |
| Red Deer     | Bower Place        | 1993      | Anciennement un magasin Woodward's            |
| St. Albert   | St. Albert Centre  | 1980      | Ouvert en même temps que le centre commercial |

### Colombie-Britannique
| Ville          | Localisation                 | Ouverture | Détail                                                                                       |
| -------------- | ---------------------------- | --------- | -------------------------------------------------------------------------------------------- |
| Abbotsford     | Sevenoaks Shopping Centre    | 1993      | Anciennement un magasin Woodward's                                                           |
| Burnaby        | Metropolis at Metrotown      | 1991      | Ouvert en mars                                                                               |
| Coquitlam      | Coquitlam Centre             | 1979      | Ouvert en même temps que le centre commercial                                                |
| Kamloops       | Aberdeen Mall                | 1981      | Déplacé de son lieu d'origine                                                                |
| Kelowna        | Orchard Park Shopping Centre | 1972      | Ouvert un an après le centre commercial                                                      |
| Langley        | Willowbrook Shopping Centre  | 1990      | Ouvert en août                                                                               |
| Nanaimo        | Woodgrove Centre             | 1993      | Anciennement un magasin Woodward's                                                           |
| Penticton      | Cherry Lane Shopping Centre  | 1993      | Anciennement un magasin Woodward's                                                           |
| Prince George  | Parkwood Shopping Centre     | 1993      | Anciennement un magasin Woodward's                                                           |
| Richmond       | Richmond Centre              | 1966      | L'édifice est à l'origine à part du centre commercial mais fusion des deux bâtiments en 1989 |
| Surrey         | Guildford Town Centre        | 1993      | Anciennement un magasin Woodward's                                                           |
| Vancouver      | Centre-ville                 | 1914      | Ouvert le 14 mars                                                                            |
| Vernon         | Village Green Mall           | 1975      | Ouvert en même temps que le centre commercial                                                |
| Victoria       | Bay Centre                   | 2003      | Magasin du centre-ville qui déménaga dans le centre commercial                               |
| Victoria       | Mayfair Shopping Centre      | 1993      | Anciennement un magasin Woodward's                                                           |
| West Vancouver | Park Royal Shopping Centre   | 1993      | Déplacé dans l'ancien emplacement du magasin Woodward's                                      |

### Manitoba
| Ville    | Localisation     | Ouverture |
| -------- | ---------------- | --------- |
| Winnipeg | Polo Park        | 2003      |
| Winnipeg | St. Vital Centre | 1979      |

### Nouvelle-Écosse
| Ville     | Localisation   |
| --------- | -------------- |
| Dartmouth | Mic Mac Mall   |
| Sydney    | Mayflower Mall |

### Ontario
| Ville            | Localisation                     | Ouverture | Détail |
| ---------------- | -------------------------------- | --------- | --- |
| Barrie           | Georgian Mall                    | 1998      | Ouvert dans l'ancien emplacement d'un magasin Kmart.                                                        |
| Brampton         | Bramalea City Centre             | 1973      | Ouvert en même temps que le centre commercial                                                               |
| Burlington       | Mapleview Centre                 | 1990      | Ouvert en même temps que le centre commercial                                                               |
| Cambridge        | Cambridge Centre                 | 1996      | Ouvert en septembre                                                                                         |
| Hamilton         | Lime Ridge Mall                  | 2000      | Déplacé dans l'ancien emplacement d'un magasin Eaton                                                        |
| Kingston         | Cataraqui Centre                 | 1986      | Anciennement un magasin Simpsons                                                                            |
| Kitchener        | Fairview Park                    | 1986      | Anciennement un magasin Simpsons                                                                            |
| London           | Masonville Place                 | 2000      | Ouvert dans l'ancien emplacement d'un magasin Eaton                                                         |
| London           | White Oaks Mall                  | 1986      | Anciennement un magasin Simpsons                                                                            |
| Markham          | Markville                        | 1990      | Ouvert le 2 octobre                                                                                         |
| Mississauga      | Erin Mills Town Centre           | 1989      | Ouvert le 23 août                                                                                           |
| Mississauga      | Square One Shopping Centre       | 1973      | Ouvert en même temps que le centre commercial                                                               |
| Newmarket        | Upper Canada Mall                | 2000      | Ouvert dans l'emplacement d'un ancien magasin Eaton                                                         |
| Oakville         | Oakville Place                   | 1981      | Ouvert en même temps que le centre commercial                                                               |
| Oshawa           | Oshawa Centre                    | 1978      | Ouvert le 2 août                                                                                            |
| Ottawa           | Bayshore Shopping Centre         | 1973      | Ouvert en même temps que le centre commercial                                                               |
| Ottawa           | Centre St-Laurent                | 1991      | Anciennement un magasin Freimans (en). Déplacé de son lieu d'origine.                                       |
| Ottawa           | Place d'Orléans                  | 1992      | Ouvert le 15 juillet                                                                                        |
| Ottawa           | Rue Rideau                       | 1973      | Anciennement un magasin Freimans                                                                            |
| Pickering        | Pickering Town Centre            | 2000      | Ouvert dans l'emplacement d'un ancien magasin Eaton                                                         |
| Richmond Hill    | Hillcrest Mall                   | 1991      | Anciennement un magasin Simpsons                                                                            |
| Saint Catharines | The Pen Centre                   | 1992      | Ouvert dans l'emplacement d'un ancien magasin Robinson's                                                    |
| Toronto          | Centerpoint Mall                 | 1974      | Ouvert le 13 avril                                                                                          |
| Toronto          | Centre-ville (Queen Street West) | 1991      | L'authentique magasin Simpsons ayant pris le nom La Baie en 1991. Accessible également par le Centre Eaton. |
| Toronto          | Eglinton Square Shopping Centre  | 1968      | Anciennement un magasin Morgan's (en)                                                                       |
| Toronto          | Fairview Mall                    | 1987      | Déplacé de son lieu d'origine                                                                               |
| Toronto          | Scarborough Town Centre          | 1991      | Anciennement un magasin Simpsons                                                                            |
| Toronto          | Sherway Gardens                  | 1991      | Anciennement un magasin Simpsons                                                                            |
| Toronto          | Woodbine Mall & Fantasy Fair     | 1985      | Ouvert en août                                                                                              |
| Toronto          | Yorkdale Shopping Centre         | 1991      | Anciennement un magasin Simpsons                                                                            |
| Waterloo         | Conestoga Mall                   | 2008      | Déplacé de son lieu d'origine                                                                               |
| Windsor          | Devonshire Mall                  | 1986      | Anciennement un magasin Simpsons                                                                            |

### Québec
| Ville                      | Localisation                        | Ouverture | Détail                                                          |
| -------------------------- | ----------------------------------- | --------- | --------------------------------------------------------------- |
| Brossard                   | Mail Champlain                      | 1988      | Ouvert le 3 août                                                |
| Gatineau                   | Les Promenades Gatineau             | 1995      | Ouvert en mars                                                  |
| Laval                      | Carrefour Laval                     | 1989      | Anciennement un magasin Simpsons                                |
| Laval                      | Centre Laval                        | 1972      | Ouvert le 17 août                                               |
| Mont-Royal                 | Centre Rockland                     | 1983      | Anciennement un magasin Morgan. Déplacé de son lieu d'origine.  |
| Montréal                   | Carrefour Angrignon                 | 2018      | Premier nouveau magasin La Baie en 15 ans au pays               |
| Montréal                   | Centre-ville (rue Sainte-Catherine) | 1972      | L'authentique magasin Morgan ayant pris le nom La Baie en 1972. |
| Montréal                   | Les Galeries d'Anjou                | 1989      | Anciennement un magasin Simpsons                                |
| Pointe-Claire              | Fairview Pointe-Claire              | 1989      | Anciennement un magasin Simpsons                                |
| Québec                     | Galeries de la Capitale             | 1981      | Ouvert en même temps que le centre commercial                   |
| Rosemère                   | Place Rosemère                      | 1991      | Ouvert le 13 mars                                               |
| Saint-Bruno-de-Montarville | Les Promenades Saint-Bruno          | 1989      | Déplacé dans l'ancien emplacement du magasin Simpsons           |
| Sherbrooke                 | Carrefour de l'Estrie               | 2000      | Ouvert en novembre                                              |

### Saskatchewan
| Ville     | Localisation    | Ouverture |
| --------- | --------------- | --------- |
| Regina    | Cornwall Centre | 2000      |
| Saskatoon | Midtown Plaza   | 2000      |

## Emplacements anciens ou projetés
| Province                   | Ville                  | Localisation                   | Ouverture     | Fermeture | Détail |
| -------------------------- | ---------------------- | ------------------------------ | ------------- | --- | --- |
| Alberta                    | Banff                  | Banff Avenue                   | 1947          | 2023 | Ouvert en 1935 dans un autre emplacement de la même avenue mais déplacé de son lieu d'origine |
| Alberta                    | Calgary                | 8th avenue / Canal street      | 1884          | 1891 | Premier magasin de la ville |
| Alberta                    | Calgary                | 8th avenue / Canal street      | 1891          | 1891 | Acquérant les actions de la division canadienne de la compagnie I.G. Baker, le magasin déménagea dans ses locaux le temps de la construction du nouvel édifice de la compagnie. |
| Alberta                    | Calgary                | 8th avenue / Canal street      | 1891          | ? | Comptant deux étages et ayant une façade en grès. Il est agrandi en 1895 et 1903 avant de fermer en raison de son manque d'espace. |
| Alberta                    | Edmonton               | Edmonton City Centre           | 2002          | 2021 | Anciennement un magasin Woodward's ouvert en 1993 déplacé dans l'emplacement qu'occupait Eaton. |
| Alberta                    | Edmonton               | Jasper avenue                  | 1939          | 1995 | Occupant le quadrilatère de Jasper avenue, 102nd street, 103rd street et 102nd street. L'édifice comportant deux étages à l'origine, on y ajoute un troisième étage en 1948. Les étages sont prolongés au nord en 1956 où se trouvaient auparavant des écuries de louage. Depuis sa fermeture, Edmonton n'a plus de magasin La Baie ayant pignon sur rue. L'immeuble est déclaré bâtiment historique par la ville. |
| Alberta                    | Edmonton               | Jasper avenue / 103rd street   | 1894          | 1905 | Le magasin ne comptant qu'un seul étage possédait, au-dessus, des logements pour la famille du directeur et un adjoint. L'édifice est démoli en remplacement d'un nouveau. |
| Alberta                    | Edmonton               | Jasper avenue / 103rd street   | 1905          | 1939 | L'édifice comptant trois étages à l'origine fut agrandi en 1913 avec l'ajout d'un quatrième étage et d'un entrepôt. En 1926, une annexe vers la 102nd street est ajoutée. |
| Colombie-Britannique       | Burnaby                | The City of Lougheed           | 1969          | 2023 | Ouvert en même temps que le centre commercial |
| Colombie-Britannique       | Vancouver              | Cordova street                 | 1887          | 1893 | Premier magasin de la ville, il est construit sur un terrain loué du Canadien Pacifique. On y trouvait des biens de première nécessité. Il a fermé au profit de celui à l'angle de Granville street et Georgia street. |
| Colombie-Britannique       | Vancouver              | Granville street               | 1890          | ? | Deuxième magasin de la ville, il proposait des articles différents de ceux du premier. Il agrandit en 1899 et 1905, son emplacement était situé à l'arrière de l'actuel magasin lors de sa construction. |
| Colombie-Britannique       | Vancouver              | Granville / Georgia street     | 1893          | ? | Comptant trois étages et ayant une façade en briques rouges. Il fut démoli en 1925 pour laisser place à l'actuel magasin qui a ouvert ses portes en 1914. |
| Colombie-Britannique       | Vancouver              | Oakridge Centre                | 1993          | 2020 | Anciennement un magasin Woodward's |
| Manitoba                   | Winnipeg               | Main / Yonge street            | 1881          | 1926 | Premier magasin de la ville, il ferme au profit du magasin situé sur Portage avenue et démoli en 1931. |
| Manitoba                   | Winnipeg               | Centre-ville                   | 1926          | 2021 | Ouvert le 18 novembre |
| Nouveau-Brunswick          | Moncton                | Highfield Square               | 2000          | 2012 | Le propriétaire du magasin avait mis fin au bail avec le centre commercial. |
| Nouvelle-Écosse            | Halifax                | West End Mall                  | ?             | 2011 | Anciennement un magasin Simpsons. Fermé en raison de mauvaises conditions économiques. |
| Ontario                    | Burlington             | Burlington Centre              | 1991          | 2025 | Anciennement l'emplacement d'un magasin Sears |
| Ontario                    | Ottawa                 | Centre Rideau                  | Jamais ouvert | Jamais ouvert | Pendant la construction du centre commercial, on pense ouvrir un magasin La Baie au sud de l'édifice. Ce qui a été largement controversé et contesté par des citoyens et chefs d'entreprises de la ville de peur qu'il affecte la circulation. Le magasin a été simplement retiré du projet. |
| Ontario                    | Toronto                | Hudson's Bay Centre            | 1974          | 2022 | Ouvert en même temps que le centre commercial |
| Ontario                    | Toronto                | Scarborough Town Centre        | 1979          | 1991 | Magasin vendu à Sears |
| Ontario                    | Toronto                | Yorkdale                       | 1988          | 1991 | Magasin vendu à Sears |
| Québec                     |                        |                                |               | | |
| Chicoutimi                 | Place du Royaume       | 1977                           | 2007          | | |
| Dorval                     | Les Jardins Dorval     | 1972                           | 2021          | Anciennement un magasin Morgan | |
| Mont-Royal                 | Centre Rockland        | 1972                           | 1983          | Anciennement un magasin Morgan. Déplacé | |
| Montréal                   | Le Boulevard           | 1972                           | 2018          | Anciennement un magasin Morgan | |
| Montréal                   | Place Versailles       | 1973                           | 2003          | Ouvert le 15 mars. Fermé en raison d'une baisse d'achalandage. | |
| Montréal                   | Place Vertu            | 1975                           | 2007          | Ouvert en même temps que le centre commercial | |
| Québec                     | Laurier Québec         | 1982                           | 2022          | Ouvert le 15 septembre. Fermé le 11 septembre | |
| Québec                     | Place Fleurs de Lys    | 1992                           | 2017          | Fermé le 23 septembre | |
| Saint-Bruno-de-Montarville | Promenades Saint-Bruno | 1978                           | 1989          | Ouvert en même temps que le centre commercial. À la suite de la fermeture des magasins Simpsons au Québec, ces derniers sont devenus des magasins La Baie; celui des Promenades Saint-Bruno fut déplacé dans l'ancien emplacement qu'occupait Simpsons. | |
| Saskatchewan               | Saskatoon              | 2nd avenue north / 23rd street | 1922          | 1958 | Acquérant le magasin de J.F Carins en 1922, il devient le onzième magasin La Baie. La compagnie emménage dans un édifice de 5 étages et d'une superficie de 90 225 pi2 (8 382 m2). Le magasin ferme et l'édifice est démoli en 1958. |
| Saskatchewan               | Saskatoon              | 2nd avenue north / 23rd street | 1960          | 2000 | Situé au même emplacement que l'ancien, le magasin compte trois étages et inclut un stationnement. Ce n'est qu'en 1967 qu'on ajoute un quatrième étage et une passerelle. Un stationnement couvert est construit en 1996. Le magasin ferme en 2000. |
| Saskatchewan               | Yorkton                | Parkland Mall                  | ?             | ? | |

## Annexe